# Phlugiolopsis jinyunensis
Phlugiolopsis jinyunensis is een rechtvleugelige insectensoort uit de familie van de sabelsprinkhanen (Tettigoniidae). De soort komt voor in Chongqing in China.
Phlugiolopsis jinyunensis werd voor het eerst wetenschappelijk beschreven door Shi en Zheng in 1994 als Acyrtaspis jinyunensis. De soort is door Shi en Ou ingedeeld in het geslacht Phlugiolopsis.

## Synoniemen
- Acyrtaspis jinyunensis Shi & Zheng, 1994[1]